# Wielki bieg
Wielki bieg – polski telewizyjny film polityczny z 1981 roku w reżyserii Jerzego Domaradzkiego, zrealizowany w Zespole Filmowym „X” na podstawie scenariusza Feliksa Falka. Film został zatrzymany przez cenzurę komunistyczną za krytykę czasów stalinizmu w Polsce lat 50., a jego premiera odbyła się dopiero w 1987 roku.

## Fabuła
Jest wiosna, rok 1952. Trwają przygotowania do „Biegu Pokoju”. W pociągu spotykają się dwaj młodzi ludzie Stefan i Radek. Stefan, który zamierza wziąć udział w wyścigu, informuje kolegę, iż do wygrania jest motocykl Jawa. Nagrodę ma wręczyć osobiście prezydent – Bolesław Bierut. Radek postanawia również wziąć udział w imprezie. Jednak prawdziwym celem Stefana nie jest otrzymanie głównej nagrody. Pragnie wręczyć prezydentowi pismo z prośbą o ułaskawienie ojca, fałszywie oskarżonego i niewinnie więzionego.

## Obsada aktorska
- Tadeusz Bradecki − Stefan Budny
- Jarosław Kopaczewski − Radek Stolar
- Leon Niemczyk − przewodniczący, organizator biegu
- Krzysztof Pieczyński − Wrzesień
- Tadeusz Chudecki − Janek Druciarek
- Tomasz Dedek − Kazimierz Sosna
- Cezary Harasimowicz − Fastyn, podwładny Września
- Ryszard Jabłoński − Józek Butrym
- Edward Żentara − Romek Martyniuk
- Piotr Dejmek − szef Września
- Magdalena Jarosz − Sławka, siostra Stefana
- Bożena Baranowska − rejestratorka Janka
- Jan Jurewicz − Adamiec, podwładny Września
- Ryszard Kotys − sędzia
- Kazimierz Krzaczkowski − Krawczuk, podwładny Września
- Andrzej Szopa − dziennikarz radiowy
- Tadeusz Skorulski − mężczyzna w pociągu
- Elżbieta Golińska − koleżanka Janki
- Mieczysław Janowski − dziennikarz
- Ryszard Radwański − zawodnik
- Sławomir Holland − sanitariusz

## Produkcja
Film był kręcony w Siechnicach i Wrocławiu.

## Nagrody
| Rok  | Festiwal/instytucja                                        | Nagroda                                                        | Odbiorca             |
| ---- | ---------------------------------------------------------- | -------------------------------------------------------------- | -------------------- |
| 1986 | Festiwal Polskich Filmów Fabularnych                       | Nagroda za reżyserię w kategorii filmu telewizyjnego           | Jerzy Domaradzki     |
| 1986 | Festiwal Polskich Filmów Fabularnych                       | Nagroda za pierwszoplanową rolę męską                          | Krzysztof Pieczyński |
| 1987 | Międzynarodowy Festiwal Filmowy w Moskwie                  | Nagroda Stowarzyszenia Filmowców Radzieckich                   | Jerzy Domaradzki     |
| 1987 | Festiwal Filmowy w Montrealu                               | Nagroda FIPRESCI                                               | Jerzy Domaradzki     |
| 1987 | Klub Krytyki Filmowej Stowarzyszenia Dziennikarzy Polskich | Syrenka Warszawska w kategorii telewizyjnego filmu fabularnego | Jerzy Domaradzki     |
| 1988 | Przewodniczący Komitetu ds. Radia i Telewizji              | Nagroda Przewodniczącego                                       | Jerzy Domaradzki     |